# Valkenswaard
Valkenswaard  è un comune olandese di 30 734 abitanti situato nella provincia del Brabante Settentrionale.